# Bédogo-Nabiga
Ne doit pas être confondu avec Bédogo-Silmissi.
Bédogo-Nabiga est une commune rurale située dans le département de Kombissiri de la province du Bazèga dans la région Centre-Sud au Burkina Faso.

## Santé et éducation
Le centre de soins le plus proche de Bédogo-Nabiga est le centre de santé et de promotion sociale (CSPS) de Tuili.